# Scotophaeus hunan
Scotophaeus hunan är en spindelart som beskrevs av Zhang, Song och Zhu 2003. Scotophaeus hunan ingår i släktet Scotophaeus och familjen plattbuksspindlar. Inga underarter finns listade i Catalogue of Life.